# (9029) 1989 GM
(9029) 1989 GM là một tiểu hành tinh vành đai chính. Nó được phát hiện bởi Eleanor F. Helin ở Đài thiên văn Palomar in United States ngày 6 tháng 4 năm 1989.